# Stelis thamiostachya
Stelis thamiostachya är en orkidéart som beskrevs av Carlyle August Luer och Endara. Stelis thamiostachya ingår i släktet Stelis och familjen orkidéer. Inga underarter finns listade i Catalogue of Life.